# Estádio Moisés Lucarelli
Estádio Moisés Lucarelli (lub Majestoso) – stadion wielofunkcyjny w Campinas, São Paulo, Brazylia, na którym swoje mecze rozgrywa klub Associação Atlética Ponte Preta.

## Historia

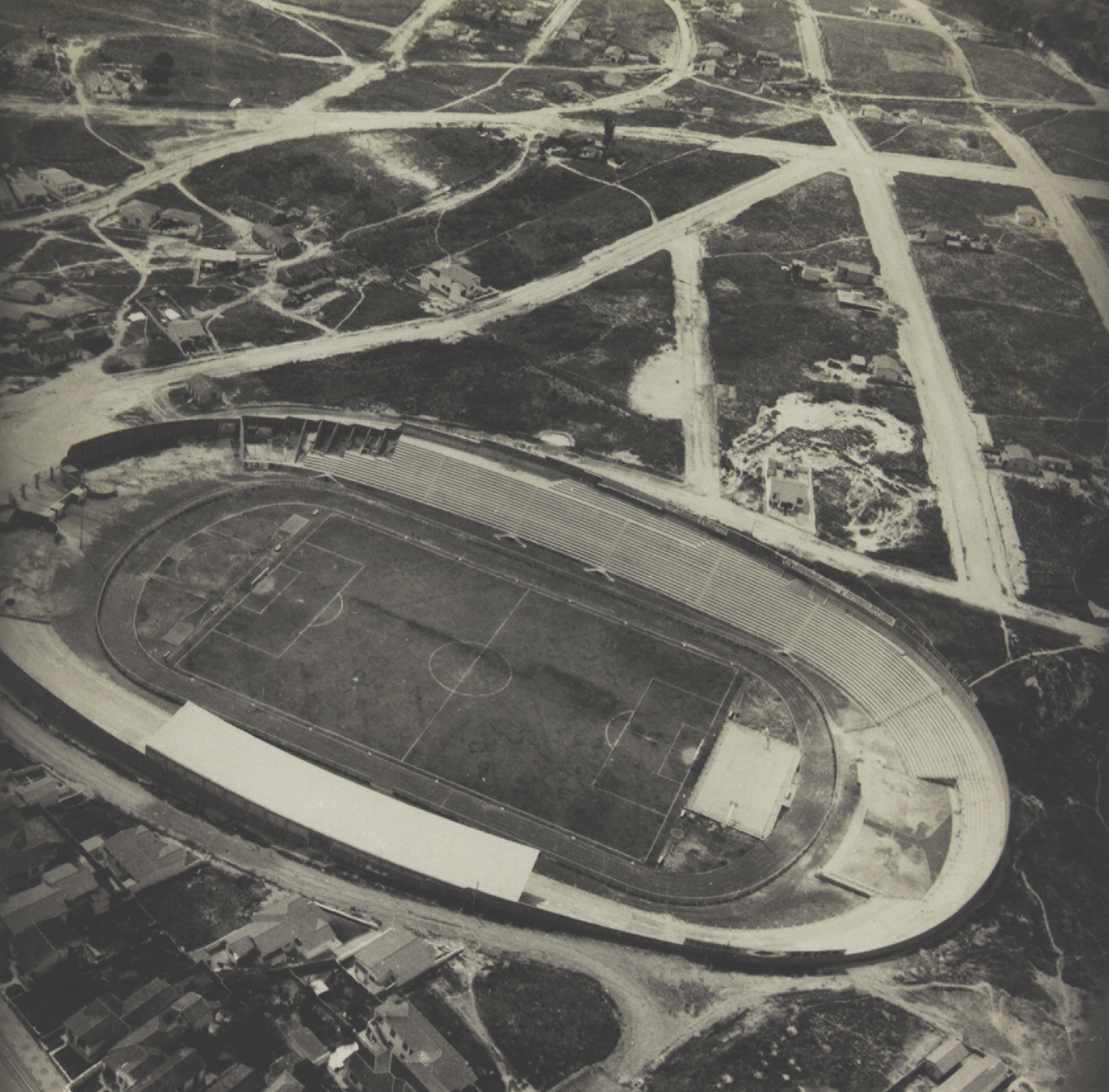
Widok z lotu ptaka Ponte Preta stadium wciąż w budowie.

13 sierpnia 1944 – podjęcie decyzji o budowie stadionu
12 września 1948 – inauguracja
16 sierpnia 1970 – rekord frekwencji
16 kwietnia 1994 – najwyższy wynik w historii Majestoso; Ponte Preta pokonuje Ferroviária 8-1